# Mycena clariviolacea
Mycena clariviolacea é uma espécie de cogumelo da família Mycenaceae. Pode ser encontrado no Japão.